# تپه روستای آفرین
تپه روستای آفرین مربوط به پیش از اسلام - دوران‌های تاریخی پس از اسلام است و در شهرستان پاکدشت، بخش شریف‌آباد، روستای آفرین واقع شده و این اثر در تاریخ ۱ مهر ۱۳۸۲ با شمارهٔ ثبت ۱۰۳۲۲ به‌عنوان یکی از آثار ملی ایران به ثبت رسیده است.